# Talleres del Conde

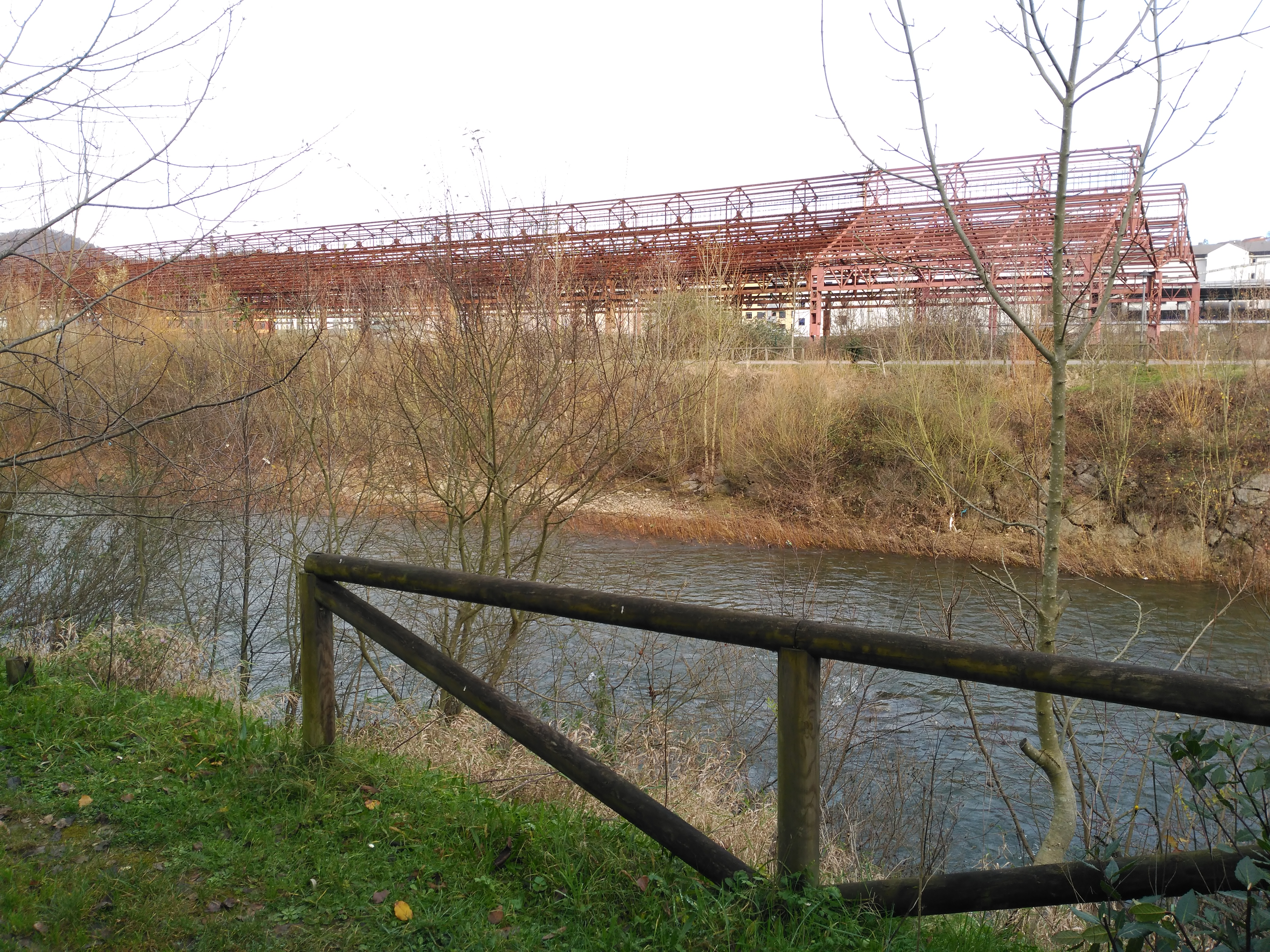
Antiguas naves junto al río Nalón

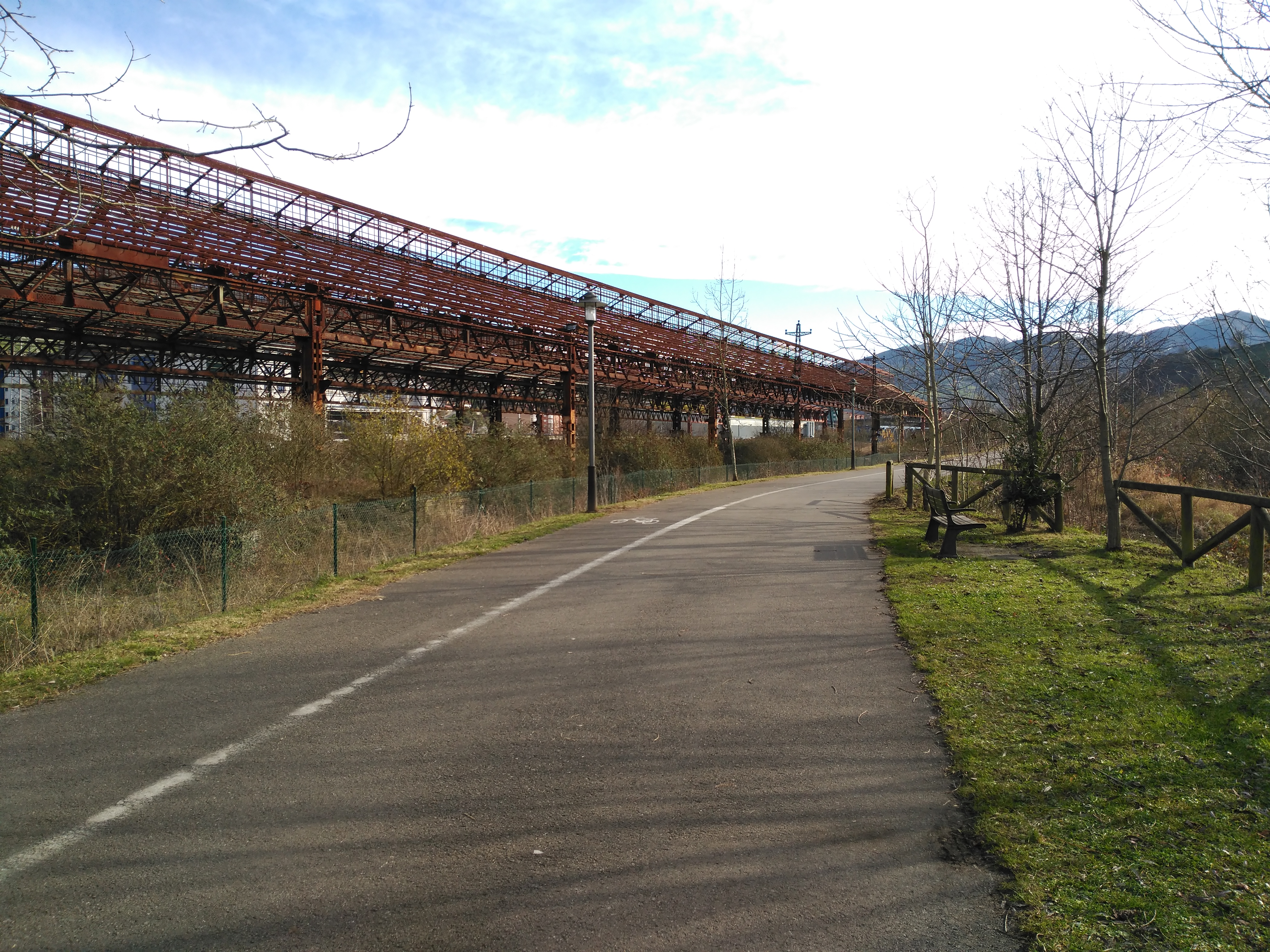
Paseo en el Nalón con las antiguas naves

Los Talleres del Conde, antigua Compañía de Asturias, era una planta metalúrgica de Duro Felguera de la que restan, entre otras, dos naves de acero roblonado junto al río Nalón en La Felguera, en la ciudad asturiana de Langreo (España).

## Historia
En 1891 llega a La Felguera el italiano Arnaldo de Sizzo-Noris, conocido como el Conde Sizzo, para la construcción de un tramo del ferrocarril del Norte (hoy Renfe). Funda aquí en 1894 junto con Wenceslao Fernández la Compañía de Asturias, que una vez finalizada la construcción de raíles continuó su actividad industrial. Así en 1902 es absorbida por la empresa Duro Felguera, que tenía en la misma población la gran planta siderúrgica Fábrica de La Felguera. Comúnmente se conocían como Talleres del Conde o Construcción.
Durante varios años fue el único taller de tubería vertical de España y contó además con una central eléctrica. Además en 1900 sus trabajadores recibieron la Medalla de Oro de la Exposición Universal de París por la construcción de la Campana Sortini (diseñada por el italiano Francesco Saverio Sortini), conocida como la Campana de Covadonga, que se conserva en el exterior del santuario asturiano. Duro Felguera construyó en la planta un alto horno que se unía a los otros dos con los que contaba simultáneamente en la Fábrica de La Felguera, a la que estaba unida mediante un ramal de ferrocarril que cruzaba el pueblo y que no se conserva.
Los talleres cesaron su actividad en la década de 1990. Prácticamente se derribó toda la fábrica a excepción de dos grandes naves rectangulares de 200 metros de longitud, comenzadas a finales del siglo XIX y siendo reformadas hasta los años 50. Sus piezas están unidas con la desaparecida técnica del roblonado (anterior al soldado) lo que le otorga un espacial valor como patrimonio industrial. Junto a éstas permanece un edificio de oficinas de trazas racionalistas con una nave adosada con cubierta en dientes de sierra.

### Proyecto de recuperación
Tras muchos conflictos entre el ayuntamiento de Langreo y Duro Felguera, el primero expropió los terrenos a dicha empresa, que se negó pese a no darle uso a hacer cualquier tipo de operación, exigiendo una cantidad de dinero desproporcionada. En 2011 la entonces alcaldesa de Langreo, María Esther Díaz, con varios técnicos municipales, rompieron la valla y entraron en el complejo, una vez ganada la batalla legal, ante la insistente negativa de Duro Felguera.
Existe un proyecto para convertir las naves en espacio ferial, cultural y empresarial, y en 2012 comenzó la restauración de las mismas. Debido a la crisis económica, la tardanza en la actuación en los Talleres, la mala gestión de fondos, etc. las obras avanzaron muy lentamente y en setiembre de 2012 la alcaldesa de Langreo anunció el parón indefinido de las obras. Posteriormente el proyecto se quedó sin acceso a fondos europeos.
En 2022 se volvió a retomar el proyecto.